# Manuel Sanchís Martínez
Manuel Sanchís Martínez (Alberic, 26 maart 1938 – Madrid, 28 oktober 2017) was een Spaans voetballer en voetbaltrainer. Hij is de vader van Manuel Sanchís, die ook profvoetballer werd.

## Carrière

### Spelerscarrière
Sanchís werd geboren in Alberic, een gemeente in de provincie Valencia. Na voor CD Condal en Real Valladolid gespeeld te hebben, tekende hij in 1964 voor Real Madrid. Hij won er in de jaren '60 vier keer La Liga en eenmaal de Europacup I. In de finale tegen FK Partizan speelde hij de volledige wedstrijd. Sanchís sloot zijn carrière in 1972 af bij Córdoba CF.
Sanchís kwam tussen 1965 en 1967 ook elf keer uit voor het Spaans nationaal elftal, waarin hij één doelpunt maakte. De verdediger behoorde tot de Spaanse selectie voor het wereldkampioenschap 1966 in Engeland. Sanchís kwam in actie in de drie groepswedstrijden en kwam tegen Zwitserland zelf tot scoren. Het zou zijn enige interlanddoelpunt blijven.

### Trainerscarrière
Sanchís werd na zijn spelerscarrière jeugdtrainer bij Real Madrid. Zijn eerste opdracht als hoofdtrainer was bij CD Tenerife, dat toen in de Segunda División A speelde. Hij was in 1980 ook nog even bondscoach van Equatoriaal-Guinea.

## Erelijst
| Landskampioen Primera División | 4x | 1964/65, 1966/67, 1967/68, 1968/69 |
| Europacup I                    | 1x | 1966                               |
| Copa del Generalismo           | 1x | 1969/70                            |

## Familie
Sanchís is de vader van Manuel Sanchís, die zijn hele carrière voor Real Madrid speelde. Vader en zoon Sanchís zijn een van de drie vader-zoons die beide de Europacup I/Champions League wonnen, naast Cesare-Paolo Maldini en Carles-Sergio Busquets.